# San Giovanni dei Fiorentini
Die Basilika San Giovanni Battista dei Fiorentini (lat.: Sancti Ioannis Baptistae Florentinorum), auch San Giovanni dei Fiorentini, ist eine Kirche in Rom. Die Basilica minor ist zudem eine Titelkirche der römisch-katholischen Kirche, Pfarrkirche und Nationalkirche der Florentiner. Sie wurde über mehr als zwei Jahrhunderte errichtet und enthält neben bedeutenden Kunstschätzen die Grablegen von Francesco Borromini und Carlo Maderno.

## Lage
Die Kirche liegt am nördlichen Ende der Via Giulia, im V. römischen Rione Ponte, direkt am östlichen Tiberufer, unmittelbar an der Ponte Principe Savoia-Aosta etwa 350 Meter südlich des Castel Sant’Angelo.

## Geschichte und Baugeschichte
Die Baugeschichte der Kirche ist ausgesprochen wechselhaft. Papst Leo X., selbst Florentiner aus dem Hause de’ Medici, schrieb Anfang des 16. Jahrhunderts einen Wettbewerb zur Errichtung einer florentinischen Nationalkirche aus. An ihm beteiligten sich u. a. Raffael, Baldassare Peruzzi, Antonio da Sangallo d. J. und Jacopo Sansovino. Leo X. wählte den Entwurf Sansovinos aus, dieser sah einen Zentralbau vor. Nach dem Beginn der Bauarbeiten 1518 wurden diese jedoch nicht fortgeführt. Stattdessen wurden nach einigen Unterbrechungen die Arbeiten 1520 nunmehr mit Sangallos d. J. Entwurf eines Baus mit Langhaus und Chor fortgesetzt. Er führte die Bauarbeiten bis zu seinem Tod im Jahre 1546 fort, allerdings kamen sie bereits 1534, vermutlich aus Geldmangel, zum Erliegen. Ein Grund dafür könnte sein, dass die Fundamentierungsarbeiten (der nunmehr vorgesehene Chor ragte in das Bett des Tiber) enorme Summen kosteten. Erst nach 1550, möglicherweise war Giacomo Barozzi da Vignola beteiligt, wurde entweder 1556 oder 1559 Michelangelo hinzugezogen. Er reichte mehrere Pläne ein; sein abermals als Zentralbau angelegter Entwurf stieß, obwohl die Fundamentierungen zunächst seinem Modell entsprechend weiter ausgeführt wurden, letztlich auf Ablehnung.
Die Bauarbeiten wurden schließlich aus Geldmangel 1562 abermals eingestellt. Nachdem einige wohlhabende Florentiner schließlich Geld spendeten, wurden die Arbeiten ab 1583/84 wieder aufgenommen. Baumeister war nunmehr Giacomo della Porta. Er führte den Entwurf Sangallos d. J. weiter und schuf das Langhaus auf Grundlage der angelegten Fundamente. Dieses wurde schließlich 1593 fertiggestellt. Carlo Maderno als sein Nachfolger schließlich vollendete Querhaus und Chor von 1608 bis 1614. Von etwa 1611 bis 1614 schloss er die Vierung mit der Kuppel ab. Die Fassade der Kirche wurde, obwohl von Anfang an Entwürfe vorlagen, letztlich erst 1734 von Alessandro Galilei nach dessen eigenen Plänen errichtet.

## Architektur

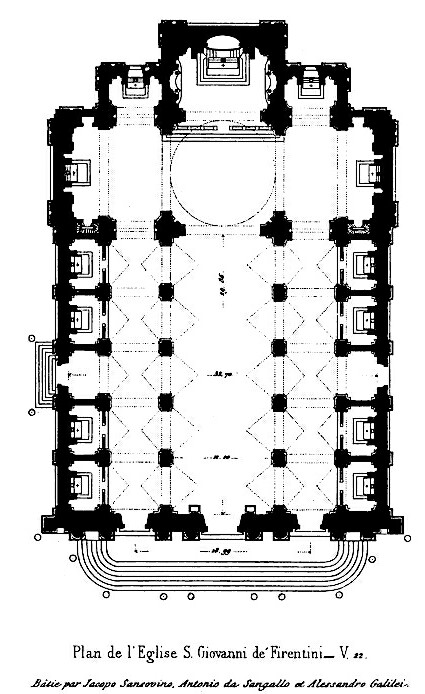
Grundriss der Kirche

### Grundstruktur
Die Kirche ist letztlich als Pfeilerbasilika errichtet worden, also dreischiffig mit Querhaus und einer oktogonal überkuppelten Vierung. Die Seitenschiffe wiederum öffnen sich in rechteckigen Seitenkapellen. Der Chor enthält ebenfalls seitliche Kapellen, so dass ein fast quadratischer Grundriss der Kirche die Folge ist.

### Fassade
Die Fassade aus Travertin ist eine klassische Bauleistung des Hochbarock. Sie ist zweigeschossig, im Untergeschoss sehr breit, gegliedert durch Pilaster an den äußeren Seiten und ein mehrfach abgestuftes Programm aus Dreiviertelsäulen mit korinthischen Kapitellen und durch Einfügung von Nischen in die zwischen den Säulen gestalteten Flächen. Sie entspricht der basilikalen Form der Kirche durch die von Fenstern überlagerten Einfügungen von Nebenportalen zu den jeweiligen Seitenschiffen hin. Das Hauptportal wird von einer Ädikula gekrönt. Sie stellt im oberhalb angebrachten Wappenfeld das Wappen Papst Clemens XII. dar, in dessen Pontifikat die Fassade fertiggestellt wurde. Das Obergeschoss führt die Struktur fort, auch hier geben Dreiviertelsäulen mit eingefügten Nischen der Fläche Ordnung. Der Loggia ist eine Balustrade vorgeblendet, wie auch die sechs Figuren (jeweils drei links und rechts der oberstöckigen Fassade) durch Balustraden verbunden sind. Bekrönt wird die Fassade von einem stark konturierten Dreiecksgiebel.

### Inneres

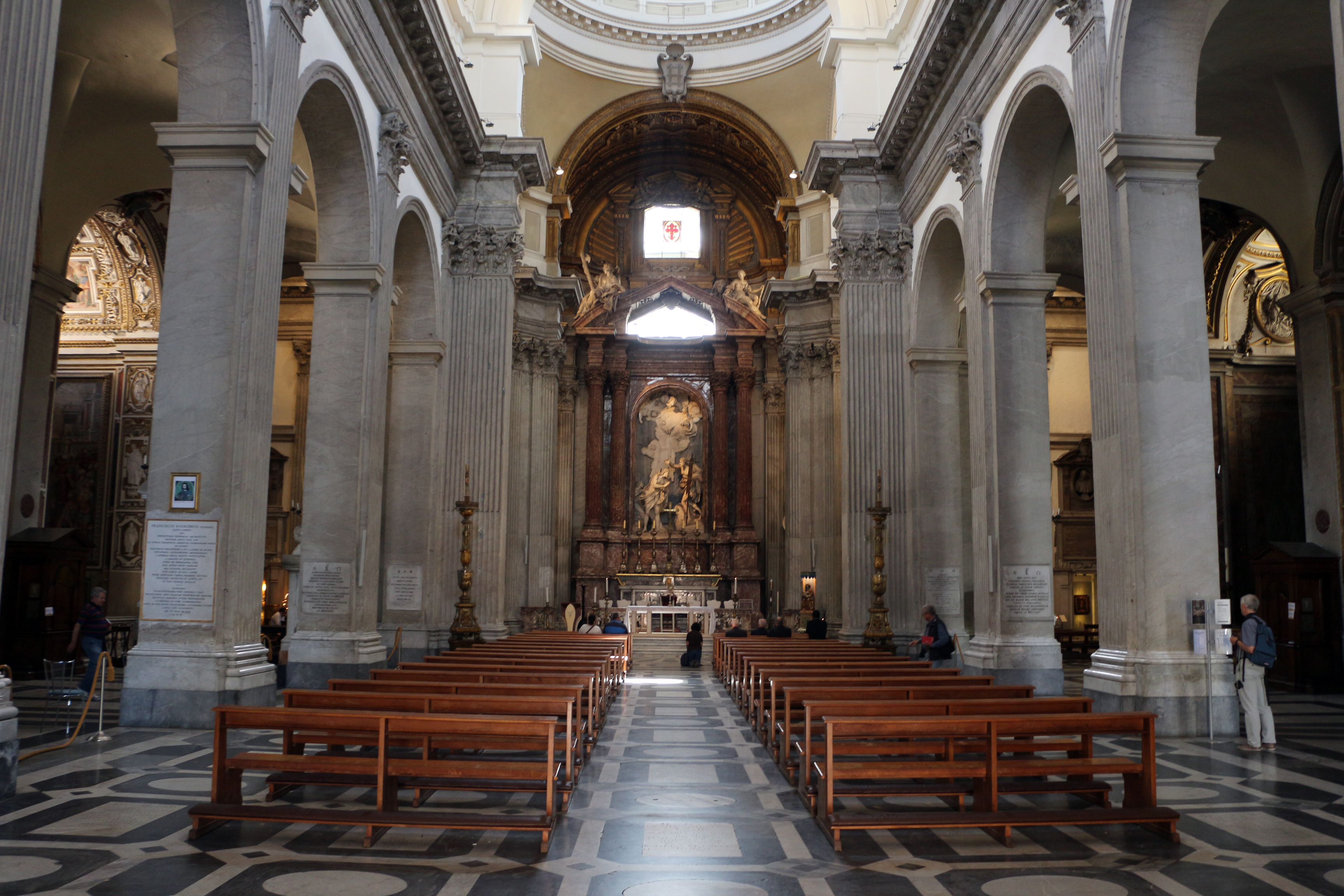
Das Mittelschiff

Da Michelangelos Pläne, die möglicherweise zur „kühnsten Zentralanlage des 16. Jahrhunderts“ geführt hätten, letztlich nicht ausgeführt wurden, ist der Eindruck des Inneren nunmehr der einer klassischen, dreischiffigen Pfeilerbasilika. Den Pfeilerarkaden des Mittelschiffes sind Pilaster vorgeblendet, die Kapitelle nach korinthischer Ordnung ausgeführt. Ein rundumlaufendes Gesims gliedert die Wände des Mittelschiffs oberhalb der Arkaden. Der Triumphbogen ist ungewöhnlich hoch angesetzt. Die Vierung mit der Kuppel von Maderno folgt der Lösung des Petersdoms im Stil der Hochrenaissance, den Pfeilermassiven sind Knickpilaster vorgestellt. Durch die kannelierten Pilaster an den Ecken der Pfeiler erhält die Vierung einen eigenständigen Raumeindruck. Der Eindruck des Inneren der Kirche insgesamt stellt sich durch den Verzicht auf Malerei oder farbliche Stuckverzierung als „gemessen, ja fast kühl“ dar.

## Ausstattung

### Apsis und Hauptaltar

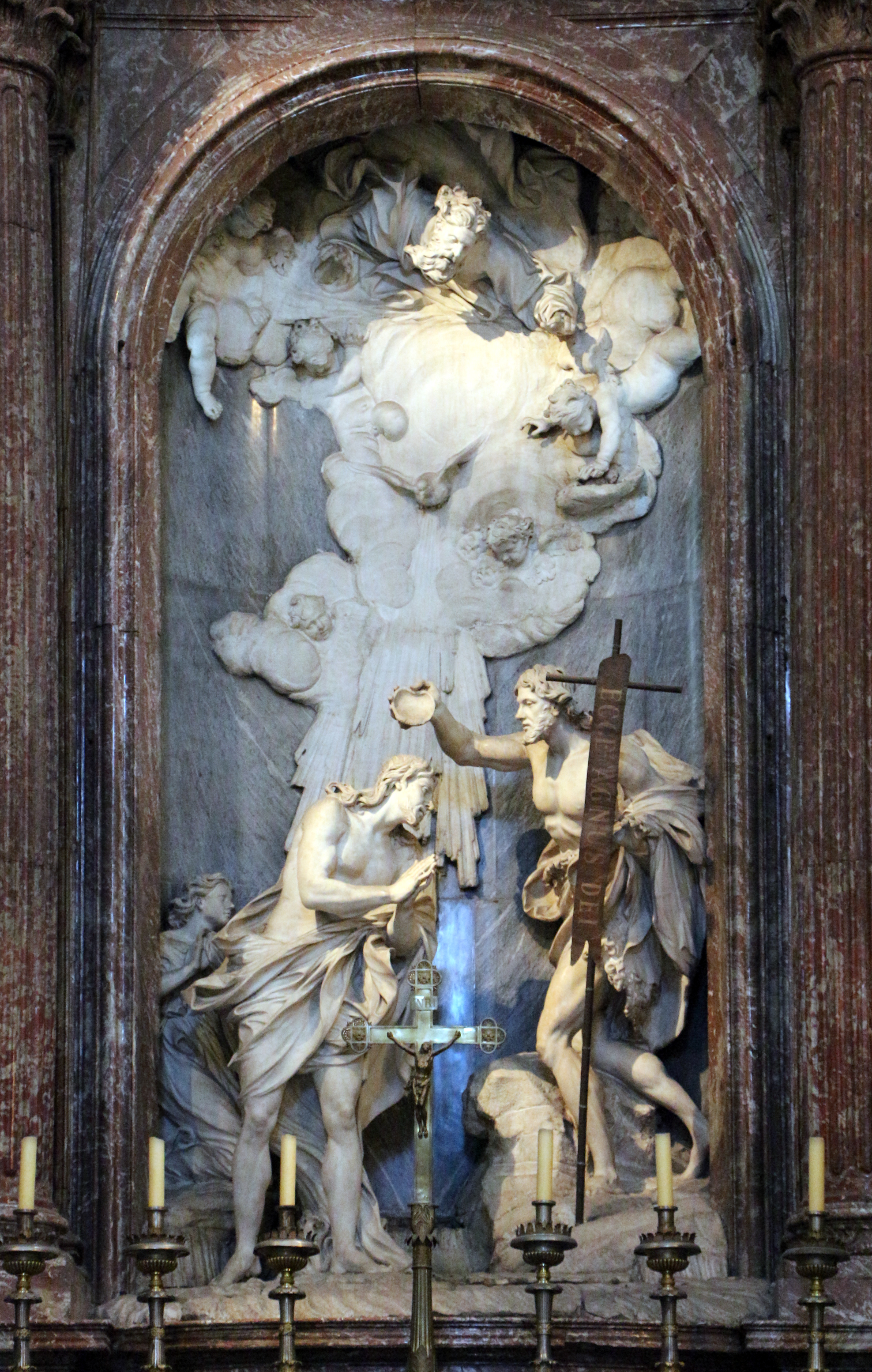
Die Figurengruppe des Hauptaltars

Im Gegensatz zum restlichen Innenraum steht die von Pietro da Cortona entworfene Apsis mit dem von Borromini nach umgearbeiteten Entwürfen da Cortonas entworfenen Hauptaltar von 1640, sie folgt unverkennbar (u. a. durch Verwendung von abgestuften Doppelsäulen und den durchbrochenen Giebel) der bewegten Tradition des römischen Hochbarock. Die Mitte des Hauptaltars enthält eine Marmorgruppe von Antonio Raggi; dargestellt ist die Taufe Christi. Ursprünglich schuf Francesco Mochi eine ebenfalls in Marmor ausgeführte Arbeit zum gleichen Thema; sie wurde aber abgelehnt. Heute befindet sie sich, nach einem Zwischenaufenthalt am Ponte Milvio, im Palazzo Braschi.

### Cappella Falconieri und weitere Grablegen
Die Kapelle, rechts des Chors gelegen, enthält die Grabmäler von Orazio Falconieri und der Ottavia Sacchetti. Die Kapelle selbst und die Grablegen entstanden nach Entwürfen Borrominis; die Figur Der Glaube stammt von Ercole Ferrata, die Figur Caritas von Domenico Guidi.
Ebenso von Ferrata stammt das Grabmal der Familie Acciaioli, die aus Florenz stammte und eine Reihe von bedeutenden Persönlichkeiten, darunter auch zwei Kardinäle, hervorbrachte.
Von René Michael Slodtz, einem aus einer französischen Künstlerfamilie stammenden Bildhauer, stammt das 1745/46 errichtete Grabmal für Alessandro Gregorio Marchese Capponi. Er führte es nach einer Zeichnung von Ferdinando Fuga aus. Das Grabmal gilt als nicht besonders gelungen, erwähnt werden sowohl die stilistische Übertreibung im Faltenwurf des Mantels als auch das Auseinanderfallen der Komposition durch die Verwendung von weißem und farbigem Marmor als zu sehr malerische Effekte. Simon Louis Du Ry fertigte eine Zeichnung des Grabes in Graphit und Feder etwa um 1753/56 an. Sie wird heute in den Staatlichen Museen Kassel aufbewahrt (Inv. Nr. GS 1110).
Die Kirche enthält noch eine Reihe weiterer Grabdenkmäler und Gräber, darunter die von Carlo Maderno, Francesco Borromini und verschiedener weiterer Persönlichkeiten, zumeist mit einem florentinischen Bezug.

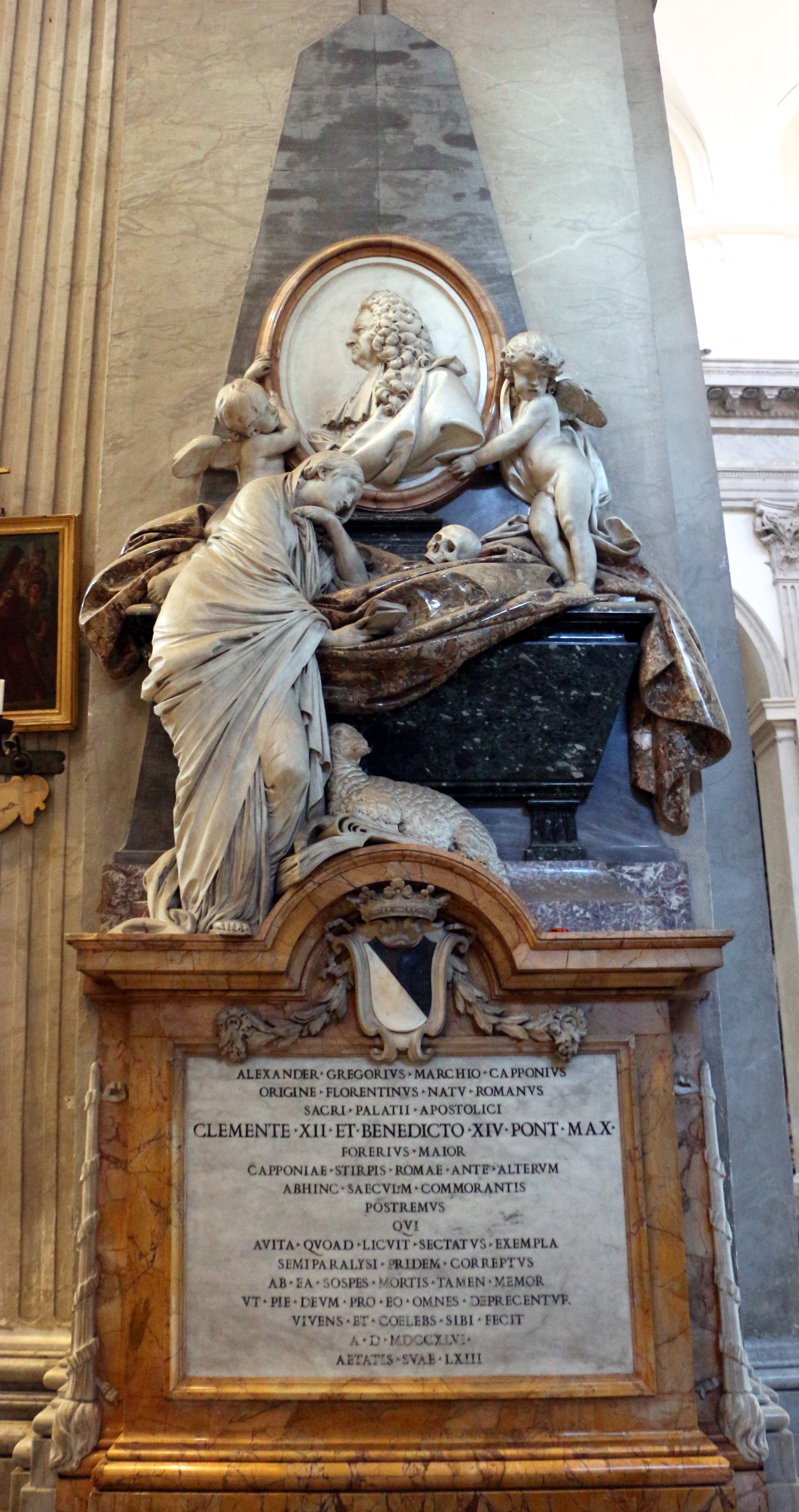
Grabmal für Alessandro Gregorio Capponi
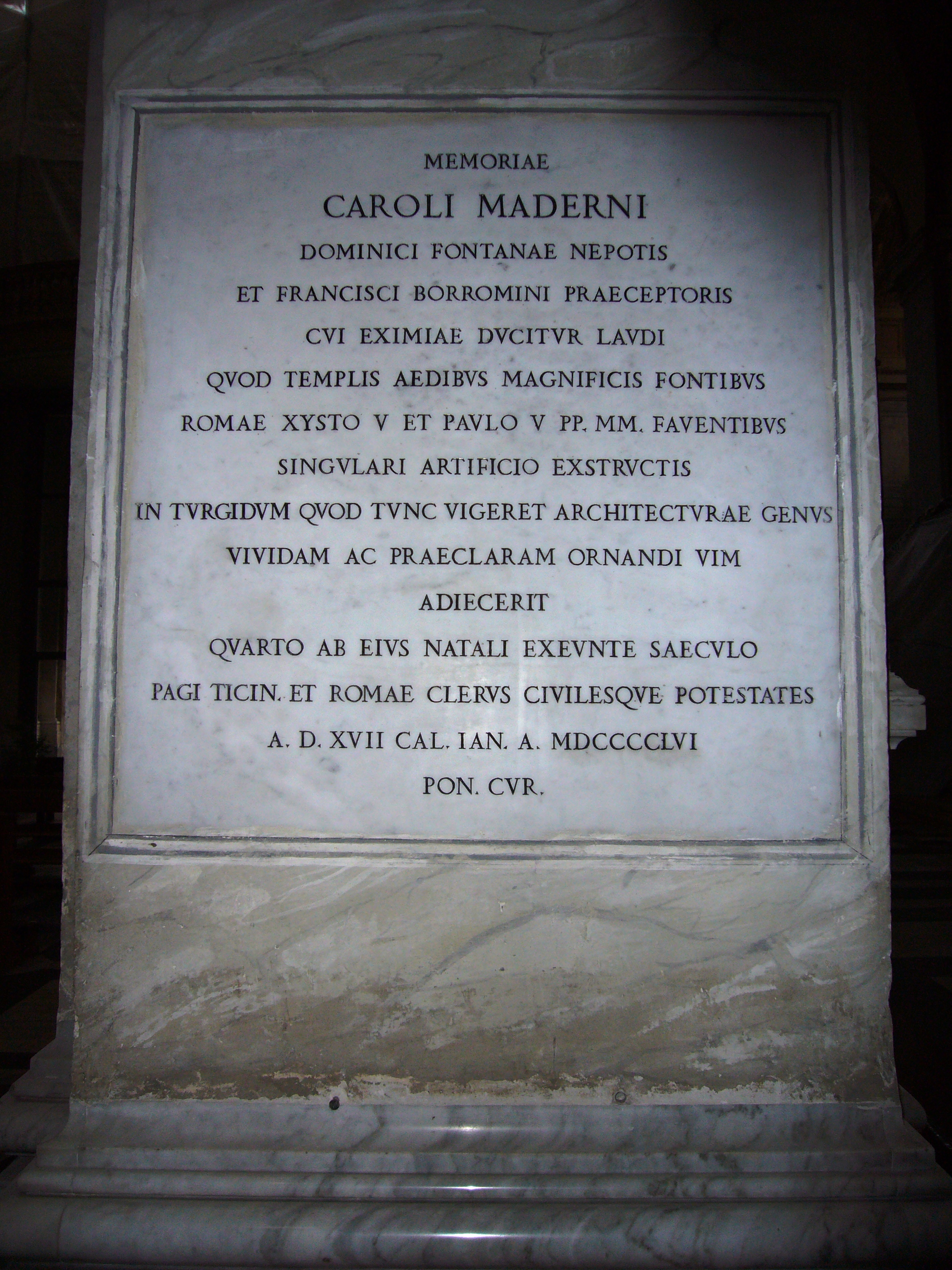
Gedenktafel für Carlo Maderno
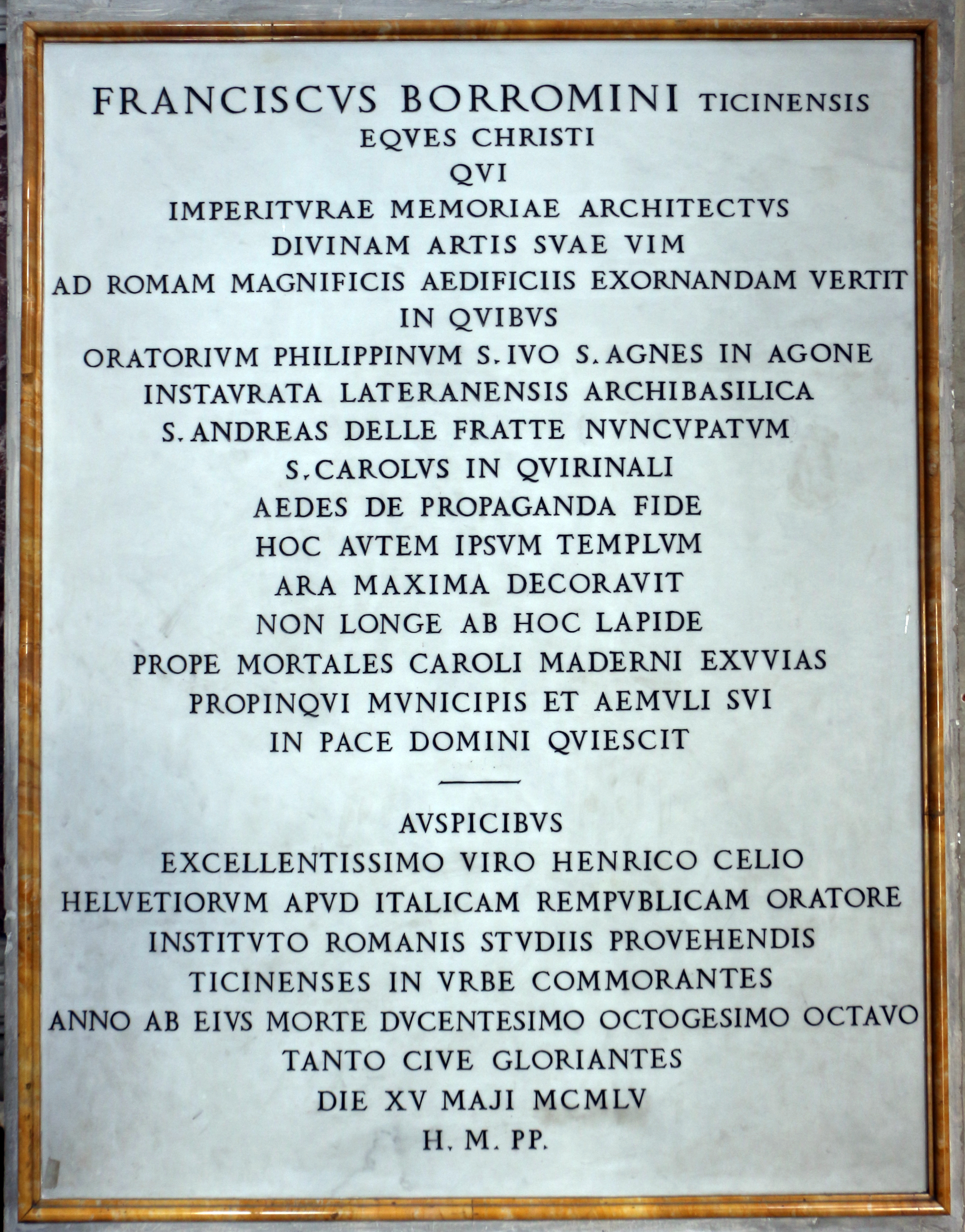
Gedenktafel für Francesco Borromini

### Weitere Kunstdenkmäler
In der Kirche befindet sich das Gemälde Bildnis des hl. Hieronymus, bei der Übersetzung der Vulgata von Ludovico Cardi, genannt Cigoli. Es gilt als Beispiel für experimentelle Lichtbehandlung im ausgehenden 16. Jahrhundert. An der Büste von Antonio Copolla soll Gian Lorenzo Bernini mitgearbeitet haben; dies ist nicht gesichert. Die Kirche enthält darüber hinaus noch ein Monument für Papst Clemens XII.; auch er stammte aus Florenz.

### Krypta
Die Krypta wurde wiederum von Borromini entworfen und ausgeführt. Sie ist in Grundform einer Ellipse mit einer maximalen Länge von 10 Metern und einer Breite von 5 Metern ausgeführt, die Raumhöhe beträgt 5 Meter. Jeweils an den Seiten der Scheitelpunkte sind Türen eingefügt, oberhalb dieser Türen öffnen sich Rundbogenfenster. Die Struktur der Halbsäulen wird oberhalb der Kämpfer durch pilasterartige Bänder zu dem in der Mitte der flachen Kuppel eingefügten ovalen Stuckrelief fortgeführt. Die Kapelle enthält die weiteren Gräber der Familie Falconieri und gilt als „ein kleines Meisterwerk Borrominis“.

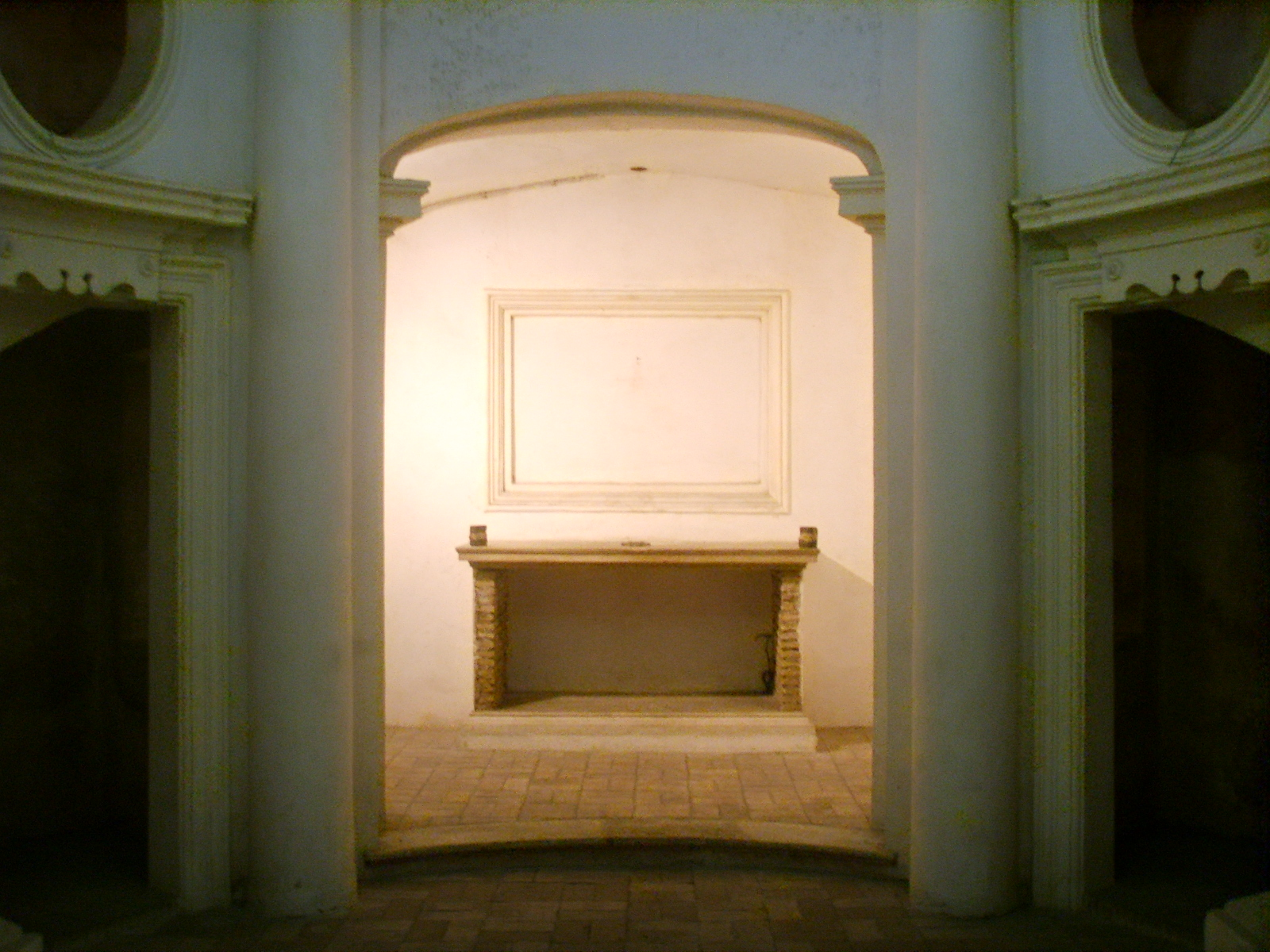
Blick in die Krypta
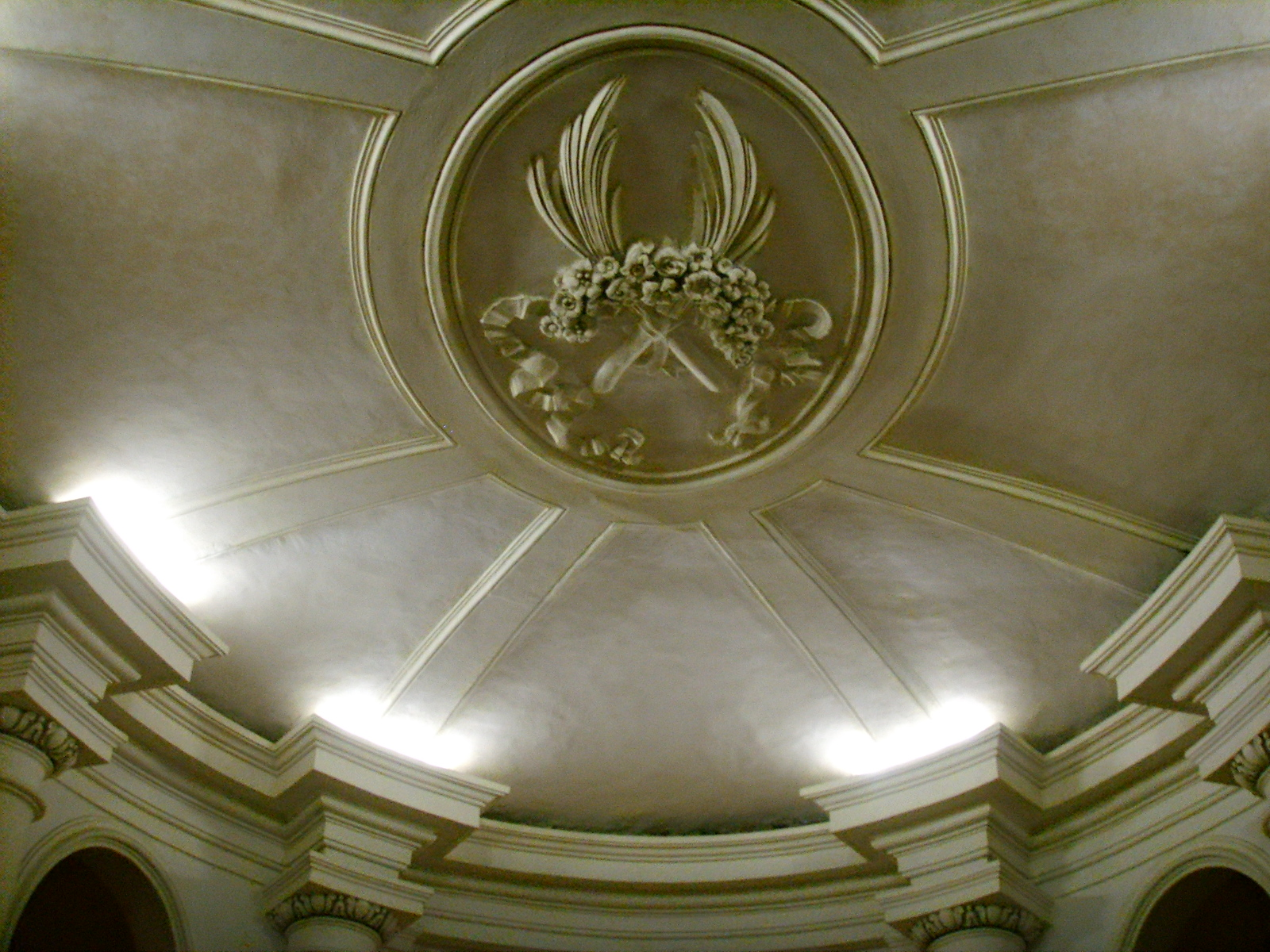
Die Decke der Krypta

## Kardinalpriester
Folgende Kardinäle waren Kardinalpriester von San Giovanni dei Fiorentini:
- Joseph-Charles Lefèbvre (1960–1973)
- Juan Carlos Aramburu (1976–2004)
- Carlo Caffarra (2006–2017)
- Giuseppe Petrocchi (seit 2018)